# Тоніньйо Серезо
Тоніньйо Серезо (порт. Toninho Cerezo; нар. 21 квітня 1955, Белу-Оризонті) — бразильський футболіст, що грав на позиції півзахисника, потім тренер. Гравець збірної Бразилії. Серезо зазвичай вважається одним з найкращих опорних півзахисників Бразилії всіх часів, особливо виступаючи у складі своєї рідної команди «Атлетіко Мінейро».

## Клубна кар'єра
Почав грати в аматорській команді «Ферровіарія» в кварталі Еспланада, Тоні був помічений Жералдо Патотою, скаутом «Атлетіко Мінейро». На перегляд до клубу Тоні прийшов не в своїх бутсах, він був дуже бідний, і лише один погодився їх йому позичити. Після сезону в оренді в «Насьйоналі» з Манауса, Тоні повернувся в «Атлетіко» і вже твердо застовпив за собою місце у складі, загалом провівши 451 гру і забив 77 голів.
У 1983 році за 10 млн доларів Тоніньйо був проданий в «Рому», де вже грав інший знаменитий бразилець Фалькао, але справи у Серезо не дуже ладналися, холодний клімат і чужа країна не дозволяли йому грати із звичайним йому блиском, хоча він допоміг виграти два Кубка Італії, забивши в обох фіналах.
У 1986 проданий в «Сампдорію», де несподівано знову засяяв, став головним організатором атак клубу, який, вигравши 2 рази кубок країни, Кубок Кубків УЄФА, Суперкубок Італії і вийшовши у фінал Ліги чемпіонів, завоював протягом того періоду свої головні досягнення.
Повернувшись у Бразилію в зеніті слави, він підписав контракт із «Сан-Паулу» у 1992 році, де виграв два Міжконтинентальних кубка і був названий кращим гравцем фіналу 1993 року. Також з командою Тоніньйо виграв низку інших турнірів. В подальшому зіграв ще за кілька клубів і закінчив ігрову кар'єру у 1997 році у своєму рідному «Атлетіко Мінейро».

## Виступи за збірну
Дебютував в офіційних матчах у складі національної збірної Бразилії 9 березня 1977 року проти Колумбії (6:0). Наступного року зіграв на чемпіонаті світу 1978 року, ставши бронзовим призером турніру. На наступному мундіалі 1982 року бразильці поступились майбутнім чемпіонам італійцям (2:3) у другому груповому етапі через помилку Серезо, в результаті якої м'яч був перехоплений італійським форвардом Паоло Россі, який забив один з голів. Протягом багатьох років після події Серезо широко критикувався за цю помилку багатьма бразильськими шанувальниками та пресою. Також мав поїхати на турнір 1986 року, однак травма підколінника у травні виключила його з майбутнього чемпіонату світу.
Всього у формі головної команди країни зіграв 57 матчів і забив 5 голів.

## Тренерська кар'єра
Будучи тренером, він прославився як у Бразилії, так і за кордоном. У 1999 році він вивів «Віторію» (Сальвадор)у до півфіналу чемпіонату Бразилії". Також тренував «Атлетіко Мінейро», потім поїхав до Японії, де працював з клубом «Касіма Антлерс» протягом шести років і став дворазовим чемпіоном Японії та дворазовим володарем кубка Ліги, а також здобув Кубок Імператора.
2006 року очолював на батьківщині «Гуарані» (Кампінас) та «Баїя», після чого відправився за кордон і працював з саудівським «Аль-Хілялем» (Ер-Ріяд), а також еміратськими «Аль-Шабабом» (Дубай) та «Аль-Айном», ставши чемпіоном ОАЕ в сезоні 2007/08.
27 травня 2010 року був затверджений новим головним тренером «Спорт Ресіфі». Але всього три місяці по тому, був звільнений через погані результати, отримані в Серії B.
3 грудня 2011 року повернувся до клубу, де здобував перші результати як тренер, до «Віторії» (Сальвадор). Однак 5 квітня 2012 році покинув клуб.
На початку 2013 року повертається до «Касіми Антлерс», з якою завойовує Кубок банку Суруга 2013 року.

## Статистика
| Збірна Бразилії | Збірна Бразилії | Збірна Бразилії |
| Роки            | Ігри            | голи            |
| --------------- | --------------- | --------------- |
| 1977            | 11              | 2               |
| 1978            | 11              | 0               |
| 1979            | 2               | 0               |
| 1980            | 6               | 1               |
| 1981            | 13              | 2               |
| 1982            | 9               | 0               |
| 1983            | 0               | 0               |
| 1984            | 0               | 0               |
| 1985            | 5               | 0               |
| Усього          | 57              | 5               |

## Титули і досягнення

### Гравець
- Чемпіон Італії (1):

«Сампдорія»: 1990–91
- Володар Кубка Італії (4):

«Рома»: 1983–84, 1985–86
«Сампдорія»: 1987–88, 1988–89
- Володар Суперкубка Італії (1):

«Сампдорія»: 1991
- Володар Кубка Кубків УЄФА (1):

«Сампдорія»: 1989–90
- Володар Кубка Лібертадорес (2):

«Сан-Паулу»: 1992, 1993
- Володар Міжконтинентального кубка (2):

«Сан-Паулу»: 1992, 1993
- Володар Суперкубка Лібертадорес (2):

«Сан-Паулу»: 1993
- Володар Рекопи Південної Америки (2):

«Сан-Паулу»: 1993, 1994
Збірні
- Чемпіон світу: 1982
- Бронзовий призер чемпіонату світу: 1978

### Тренер
- Чемпіон Японії (2):

«Касіма Антлерс»: 2000, 2001
- Володар Кубка Джей-ліги (2):

«Касіма Антлерс»: 2000, 2002
- Володар Кубка Імператора Японії (1):

«Касіма Антлерс»: 2000
- Чемпіон ОАЕ (1):

«Аш-Шабаб»: 2008
- Володар Кубка банку Суруга (1):

«Касіма Антлерс»:  2013

### Індивідуальні
- Володар «Срібного м'яча» (за версією журналу «Плакар»): 1976, 1980
- Найкращий гравець чемпіонату Бразилії: 1977, 1980
- Найкращий гравець Міжконтинентального Кубка: 1993

## Особисте життя
Сересо є батьком чотирьох дітей, у тому числі моделі-транссексуала Lea T.